# NGC 3670
NGC 3670 ist eine Linsenförmige Galaxie vom Hubble-Typ SB0a mit aktivem Galaxienkern im Sternbild Löwe auf der Ekliptik. Sie ist schätzungsweise 314 Millionen Lichtjahre von der Milchstraße entfernt und hat einen Durchmesser von etwa 135.000 Lichtjahren. Vom Sonnensystem aus entfernt sich die Galaxie mit einer errechneten Radialgeschwindigkeit von näherungsweise 7.100 Kilometern pro Sekunde. Nach Lage der Daten bildet sie gemeinsam mit PGC 35057 ein gravitativ gebundenes Galaxienpaar.
Das Objekt wurde am 10. April 1785 von Wilhelm Herschel entdeckt.

## Galaktisches Umfeld
| Nr. | Galaxie                 | Alternativname               | Rek           | Dek           | Distanz/asec |
| --- | ----------------------- | ---------------------------- | ------------- | ------------- | ------------ |
| →   | NGC 3670                | LEDA/PGC 35067               | 11h24m49.660s | +23d56m42.83s | 0            |
| 1   | LEDA/PGC 35057          | NSA 112230                   | 11h24m42.994s | +24d00m03.12s | 220.06       |
| 2   | NSA 112237              | GALEXASC J112502.36+235046.7 | 11h25m02.364s | +23d50m47.16s | 396.16       |
| 3   | LEDA/PGC 1696415        | NSA 112236                   | 11h24m12.935s | +23d56m02.43s | 505.00       |
| 4   | LEDA/PGC 1698782        | NSA 112232                   | 11h25m18.28s  | +24d03m09.5s  | 551.04       |
| 5   | LEDA/PGC 1698276        | NSA 112228                   | 11h25m35.289s | +24d01m36.52s | 690.87       |
| 6   | LEDA/PGC 1694826        | NSA 112240                   | 11h23m58.851s | +23d50m56.66s | 778.12       |
| 7   | LEDA/PGC 1699134        | 2MASX J11240157+2404169      | 11h24m01.551s | +24d04m17.55s | 801.52       |
| 8   | 2MASX J11234187+2358425 | WISEA J112341.96+235842.4    | 11h23m41.92s  | +23d58m42.5s  | 935.64       |